# The Purple People Eater

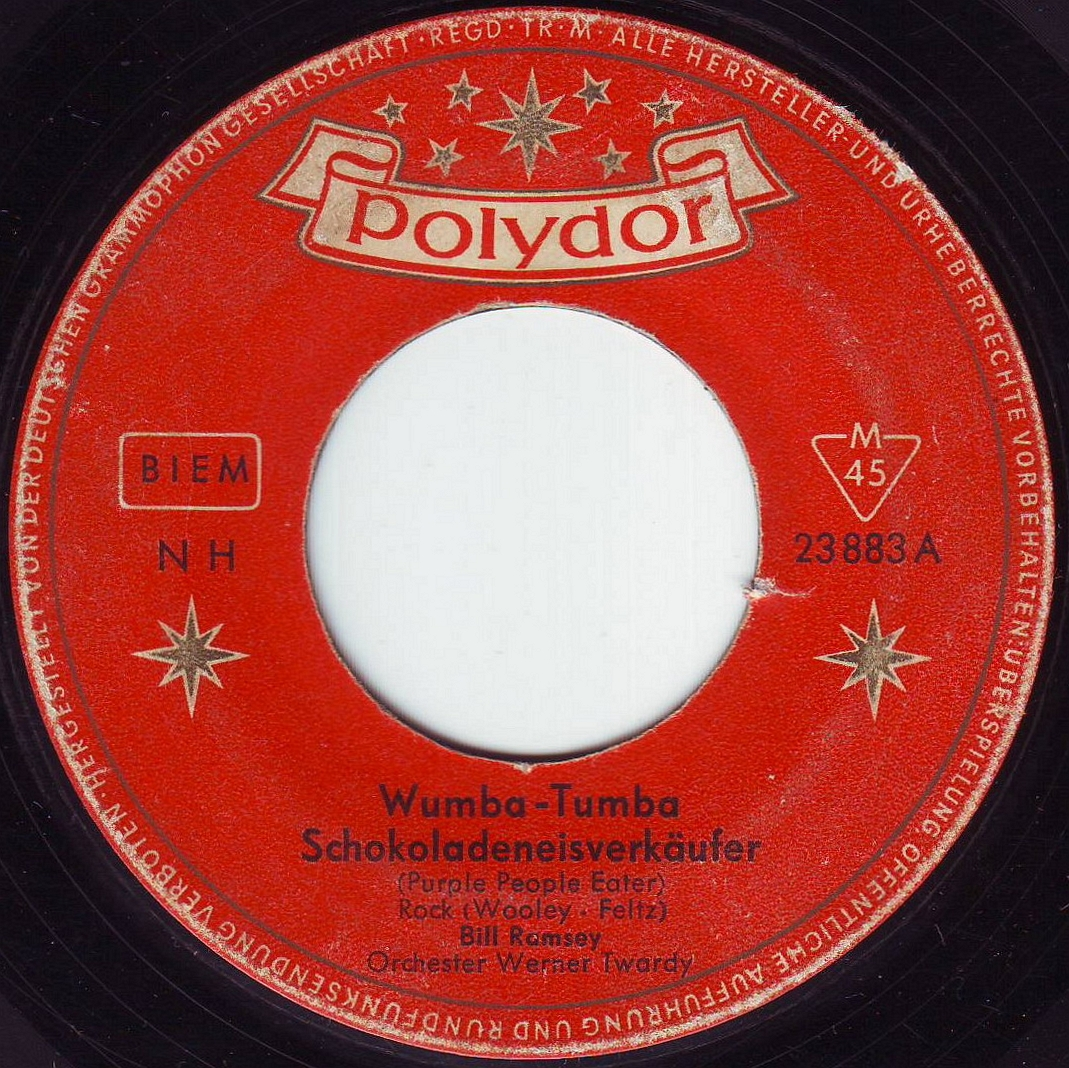
Wumba-Tumba Schokoladeneisverkäufer, Bill Ramsey, 1958

The Purple People Eater ist ein 1958 von Sheb Wooley geschriebener Novelty Song. Das Lied wurde ein Nummer-eins-Hit in den Billboard Hot 100-Charts in den Vereinigten Staaten und belegte sechs Wochen lang den Spitzenplatz in den Bestseller-Charts. Sheb Wooley, der auch in Filmen wie Zwölf Uhr mittags mitspielte, verkaufte die Single über drei Millionen Mal.
Die englische Version des Liedes handelt von einer seltsamen Kreatur, die als einäugiger, gehörnter, fliegender lila Menschenfresser beschrieben wird, der in einer Rock-’n’-Roll-Band spielen will. Die Story basiert auf einem Witz, den ein Kind eines Freundes Wooley erzählte. Dieser schrieb innerhalb einer Stunde das Lied dazu. Im Laufe des Liedes fragt der Sänger die Kreatur

“I said Mr. Purple People Eater, what's your line, He said it's eatin' purple people and it sure is fine.”

„Ich sagte Mr. Purple People Eater, was ist Ihr Beruf, er sagte, es ist lila Leute zu essen und das ist sicher gut.“

Eine Version von Jimmy Buffett wurde 1997 für den Film Contact verwendet. Eine deutschsprachige Coverversion mit dem Text von Kurt Feltz wurde von Bill Ramsey unter dem Titel Wumba-Tumba Schokoladeneisverkäufer gesungen.